# Carrefour

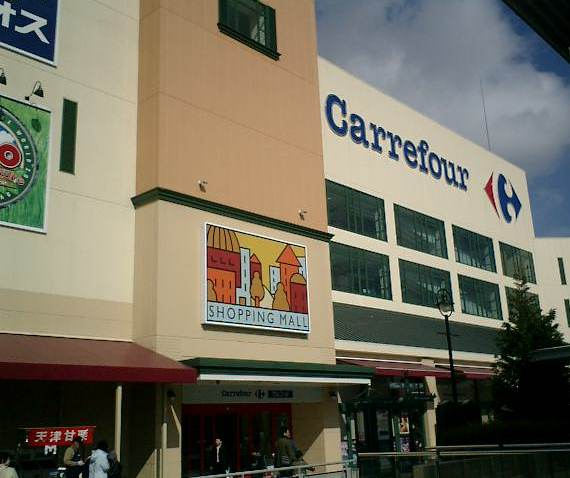
Façana d'un supermercat.

Carrefour (lit: intersecció o cruïlla) és una cadena multinacional de distribució d'origen francès, sent el primer grup europeu, a escassa distància per ingressos nets de l'alemanya Schwarz Gruppe (matriu de Lidl i Makro), i tercer mundial del sector. En 2014, el grup completa 10 860 botigues en 33 països (10 països integrats), 3360 a Europa (excepte França) 5013 a França, 830 a Amèrica Llatina i 307 a Àsia, així com 1350 botigues en països en conveni.
Dona ocupació a unes 381 227 persones a tot el món.
Les seves vendes consolidades, inclosos els ingressos de totes les marques del grup, van aconseguir 104.400 milions d'euros en 2015.
L'hipermercat més gran de Carrefour va ser construït en 1972, està situat en Portèth de Garona, a prop de Tolosa de Llenguadoc, de 24 400 m², és el més gran de França. El mil·lèsim (1000) hipermercat va ser inaugurat a la Xina l'any 2006.
La seva activitat se centra en tres mercats: Europa, Àsia i Amèrica Llatina. El 53% del seu negoci es produeix fora de França, encara que entre França i altres països europeus acumula un 72% del total del volum de negoci.
El grup se centra en mercats de gran expansió: Xina, Brasil, Espanya, Itàlia i el Marroc. A partir de 2014 el grup inicia un pla d'expansió en països africans tals com Costa d'Ivori, Nigèria, R.P.Congo, Congo, Senegal, Ghana, Gabon i Camerun.
i en països d'Orient Mitjà on la filial Majid Al Futtaim expandeix el negoci a Geòrgia, Armènia i Kazakhstan, entre altres països.

## Història
Va ser en un seminari de Bernardo Trujillo als Estats Units on a Marcel Fournier i Denis Defforey els va venir la inspiració.
La societat Carrefour va ser creada en l'Alta Savoia a termes dels anys 1950 per les famílies Fournier i Defforey. En 1963, Carrefour va inventar el concepte d'hipermercat, obrint el primer en Sainte-Geneviève-des-Bois. La societat es va establir a Bèlgica en 1969, a Espanya en 1973 i a Brasil en 1975. La societat Promodis (futura Promodès) es va crear en 1961 després de la fusió de les empreses de dues famílies normandes de majoristes dirigits per Paul-Auguste Halley i Léonor Duval-Lemonnier. El nom de Carrefour significa "encreuament de camins/cruïlla", ja que el primer hipermercat estava precisament situat en un encreuament de camins.
El grup Carrefour i el grup Promodès es van fusionar en 2000 el qual s'unifiquen les dues cadenes d'hipermercats Pryca i Continente passant a anomenar-se Carrefour, donant lloc al primer grup europeu i al segon grup mundial de distribució, després de Wal-Dt. Va ser dirigida per José Luis Durán entre 2005 i finals de 2008. Des de l'1 de gener de 2009 Lars Olofsson, procedent del grup Nestlé, es va convertir en el director general. És possible que el gegant de la distribució es desprengui de la seva filial I.D. i Dia (Espanya i Portugal) per un import proper als 5000 milions d'euros (5 000 000 000 €). També s'ha vist afectada pel Tribunal de la Competència per una sentència desfavorable de 37 milions d'euros.
En 1976, llança una gamma de productes (sobretot bàsics) lliures, que porta la marca del seu distribuïdor, amb un empaquetat molt sobri i una promoció orientada cap a la composició amb preus permanents. En 2006 Carrefour va canviar la imatge de la seva marca, prenent un disseny més atractiu, amb envasos dissenyats amb colors suaus com el blau i fàcils d'identificar. Els nous envasos compten amb el logotip de l'empresa, amb una grandària major que abans, quan només apareixia el nom Carrefour en una fina banda en la cantonada inferior dreta.
En 2008 es llança a la Xina una campanya per boicotejar els productes francesos i els centres comercials Carrefour, en protesta pel caos registrat a París durant el pas de la torxa olímpica.
En 2012 l'holding xilè Cencosud compra Carrefour a Colòmbia, per ser part de les seves cadenes, canviant-li el nom.
En 2016 Continente compra Carrefour a Portugal, per ser part de les seves cadenes, canviant-li el nom.
Sota el comandament del nou president executiu, Lars Olofsson, l'empresa s'ha concentrat a modificar la imatge que manté davant la població, passant d'una cadena reconeguda pels seus preus poc accessibles a un detallista de preus baixos.
Actualment el grup Carrefour ocupa el número 1 en distribució europea i fins a 2014 era el 2n del món, passa des de finals de 2014 a ocupar el 3r lloc, quedant la companyia americana Costco en el segon lloc del rànquing mundial.
el Comprar (Beyblade (2004))

## En xifres
Al desembre de 2014, les principals ensenyes del grup són:
- Hipermercat (5000 a 20 000 m²):- Carrefour - Carrefour Planet (a Europa)- Hyperstar (a Iran i Pakistan).
- Hypercash (3000 a 12 000 m²): - Carrefour Maxi (a Argentina)- Ataqueuão (a Brasil,Colòmbia i el Marroc).
- Cash and carry (2000 a 10 000 m²): - Promocash (a França), - Docks market i Grossiper (a Itàlia), Carrefour Cash and carry (a Tunísia), Carrefour Wholesale Cash & Carry (a Índia), Supeco (a Espanya, Brasil i Romania).
- Supermercat (1000 a 2000 m²):- Carrefour Market.
- Proximitat (200 a 800 m²):- Carrefour Express - Carrefour City - Carrefour Contact, Easy Carrefour (A la Xina).
- Altres ensenyes:- Carrefour Drive - Carrefour City Cafè - Carrefour Montagne - Carrefour Mòbil - Viatges Carrefour - Serveis financers - Estacions de servei - Carrefour Online.

## Presència mundial
El grup Carrefour compta amb establiments en 33 països d'Europa, Àsia, Mitjà Orienti i Amèrica Llatina.
La seva activitat se centra en tres mercats: Europa, Àsia i Amèrica Llatina. El 53% del seu negoci es produeix fora de França, encara que entre França i altres països europeus acumula un 72% del total del volum de negoci.

## Els nombres de la companyia
Al desembre de 2014 la companyia completa un total de 10 860 tendes al món distribuïdes així:
El grup se centra en mercats de gran expansió: Xina, Brasil, Espanya, Itàlia i el Marroc. A partir de 2014 el grup inicia un pla d'expansió en països africans tals com Costa d'Ivori, Nigèria, R.P.Congo, Congo, Senegal, Ghana, Gabon i Camerun.
i en països d'Orient Mitjà on la filial Majid Al Futtaim expandeix el negoci a Geòrgia, Armènia i Kazakhstan, entre altres països.
- Hipermercats: 1459
- Supermercats: 3115
- Tendes de Conveniència: 6111
- Cellers Cash & Carry: 175

Per a un total de 16 633 000 m² dividits de la següent manera:
- França: 5 189 000 m²
- Europa (excepte França): 5 753 000 m²
- Amèrica Llatina: 2 173 000 m²
- Àsia: 2 757 000 m²
- Països en Conveni (P.C.): 761 000 m²

## Dades financeres
Dades presentades en l'assemblea general de desembre de 2013:
- Volum de negocis 2013:

74.888 milions d'euros.
- Ingressos 2013:

2.238 milions d'euros.
En 1976, llança una gamma de productes (sobretot bàsics) lliures, que porta la marca del seu distribuïdor, amb un empaquetat molt sobri i una promoció orientada cap a la composició amb preus permanents. En 2006 Carrefour va canviar la imatge de la seva marca, prenent un disseny més atractiu, amb envasos dissenyats amb colors suaus com el blau i fàcils d'identificar. Els nous envasos compten amb el logotip de l'empresa, amb una grandària major que abans, quan només apareixia el nom Carrefour en una fina banda en la cantonada inferior dreta.
- Inversions 2013:

2.159 milions d'euros.
- Ingressos nets 2013:

1.263 milions d'euros.
- Dèbits nets 2013:

En 2012 l'holding xilè Cencosud compra Carrefour a Colòmbia, per ser part de les seves cadenes, canviant-li el nom.
Sota el comandament del nou president executiu, Lars Olofsson, l'empresa s'ha concentrat a modificar la imatge que manté davant la població, passant d'una cadena reconeguda pels seus preus poc accessibles a un detallista de preus baixos.
4.117 milions d'euros.

## Dades borsàries
Cotitza en la Borsa de París des de 1970 i entra en la composició de l'índex CAC 40.

## En xifres
A desembre de 2014, les principals ensenyes del grup són:
- Accions cotitzades en la Borsa de París.
- Membre de l'índex CAC 40.
- Codi Valor ISIN = FR0000120172.
- Valor nominal = euro.
- Nombre d'accions l'1 de gener de 2005:

705.118.716 títols.
- Capitalització l'1 de gener de 2005:

28.889 milions d'euros.

### Conflictes laborals
Durant 2005 Carrefour va mantenir un conflicte sindical conegut per haver-hi, presumptament, vulnerat els drets d'un treballador afiliat a la Confederació Nacional del Treball, CNT, treballador que va legalitzar una Secció Sindical a la companyia a Carrefour-Montequinto (Sevilla).
Aquest conflicte es va produir en la primavera del 2005 i va concloure en l'estiu del mateix any. El sindicat va estendre el conflicte a tot Espanya, la qual cosa li va donar certa notorietat.
A la fi de 2007 es troba en el punt de mira per les acusacions rebudes de presumpta conducta antisindical, tenint la seva màxima expressió en Carrefour Dos Hermanas, on, després de més d'un any de suposada persecució sindical, acomiada a dos treballadors de CCOO, fets i queixes que arriben a Brussel·les, concretament al Comitè Europeu de Diàleg Social en el Sector del Comerç.

### Fets i notícies
L'1 de maig de 2007, més de 30 empleats de l'ara tancat Carrefour Ratu Plaza, a Jakarta, Indonèsia, van ser portats a l'Hospital Central de Pertamina (Rumah Sakit PusatPertamina), després de ser enverinats per CO2. L'hipermercat es trobava situat en el soterrani del centre comercial, que ofereix una ventilació insuficient.
En Carrefour Mangga Dua Square de Jakarta, Indonèsia, un prestatge de metall situat a cinc metres d'altura va caure damunt d'un nen de 3 anys, causant-li la mort gairebé instantàniament a causa d'una hemorràgia interna. Més tard, la família de la víctima va afirmar que Carrefour s'ha negat a reunir-se amb ells per resoldre el cas. No obstant això, el Director d'Assumptes Corporatius de Carrefour va negar aquesta acusació.
El 18 d'octubre del de 2012, Cencosud anuncia que ha culminat la compra de Carrefour a Colòmbia, un total de 93 locals pel valor de 2.600 milions de dòlars. Carrefour es feia present al país llatinoamericà des de 1998.
En 2013, i després d'haver venut la seva participació a Orient Mitjà a la seva sòcia Majid al Futtaim, aquesta decideix conservar la marca fins a l'any 2025 però canviant el seu logo per als països associats d'aquesta regió.
Al maig de 2014, els directius francesos anuncien la seva sortida d'Índia per raó de limitacions de part del govern de permetre a empreses estrangeres obrir places minoristes en aquest país. Carrefour funciona des de 2012 en l'Índia amb un format majorista anomenat Carrefour Wholesale Cash & Carry.